# Plinio il Giovane
Gaio Plinio Cecilio Secondo, nato Gaio Cecilio (in latino Gaius Plinius Caecilius Secundus; Novum Comum, 61 o 62 – Bitinia o forse Roma, 114 circa), è stato un avvocato, scrittore e magistrato romano, conosciuto come Plinio il Giovane per distinguerlo dallo zio materno Plinio il Vecchio: lo zio lo adottò dopo la morte del padre, gli diede il proprio nome e si occupò della sua educazione.
Autore di varie opere, della sua produzione ci sono pervenuti il Panegirico di Traiano (Traianii laudatio) e un epistolario in X libri (Epistularum libri X). La prima opera è un discorso di ringraziamento (gratiarum actio) in XCV paragrafi, scritto dopo la sua elezione a console, con cui celebra l'optimus princeps Traiano tracciandone un ritratto di uomo ideale e di sovrano perfetto. La seconda opera, invece, è una raccolta di 371 lettere in X libri, di cui IX sono costituiti da 247 lettere inviate a vari amici, mentre il X contiene la corrispondenza imperiale con Traiano (72 lettere + 50 lettere di risposta), prevalentemente quella tenuta durante il governo di Bitinia e Ponto; l'opera ha un grande valore in quanto è uno dei pochi documenti sopravvissuti che riguardano la relazione tra l'ufficio imperiale e i governatori provinciali. In particolare, la lettera 96 è l'unico documento ufficiale pervenutoci del comportamento delle autorità romane nei confronti dei cristiani.
Plinio fu anche amico dello storico Publio Cornelio Tacito, del tre volte console Lucio Giulio Urso Serviano e del biografo Gaio Svetonio Tranquillo, in particolare quest'ultimo diede la sua protezione per entrare nella corte di Traiano.

## Biografia

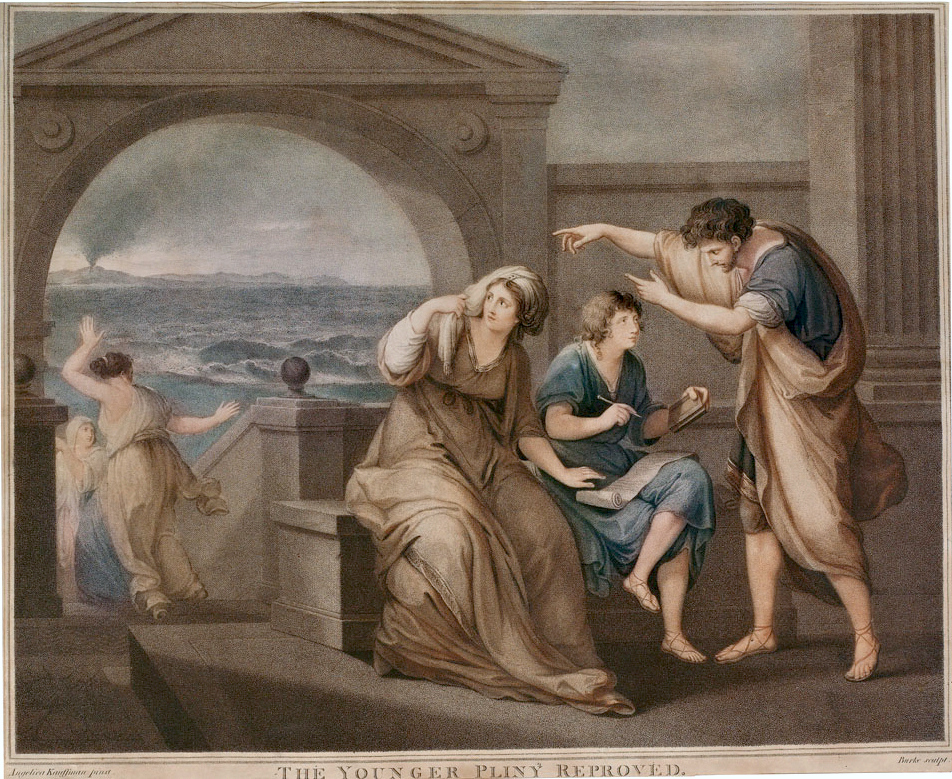
Thomas BurkePlinio rimproverato

Plinio Cecilio Secondo nacque a Novum Comum (oggi Como) nel 61 o 62 da una ricca famiglia di rango equestre. Suo padre Lucio Cecilio morì nel 70 e il bambino venne preso sotto la tutela dello zio materno Plinio il Vecchio, alla cui morte nel 79, essendo stato nominato per testamento figlio adottivo, prese i nomi Gaio e Plinio. Poiché era ancora minorenne, Plinio fu affidato all'amico di famiglia Verginio Rufo, che già si era preso cura di lui subito dopo la morte del padre. Sua sorella Cecilia era morta in giovane età e, quando nell'83 morì anche la madre Plinia, egli ereditò tutto il patrimonio di famiglia.
Plinio fece i primi studi a Como e poi, in mancanza di professori che gli permettessero studi più elevati, si trasferì a Roma dallo zio. In questo periodo, nel quale egli era «quasi ancora un fanciullo», fu già creato patrono della città di Tifernum, dove i Plini possedevano una villa. A Roma studiò eloquenza alla scuola di Quintiliano, che lo educò nel gusto di uno stile sobrio, «mansueto e delicato», e del retore greco Nicete Sacerdote, che invece gli insegnò l'eloquenza asiatica, caratterizzata dalla «rapidità e dalla foga del discorso», così che dalla decantazione e dalla conciliazione cui sottopose i due insegnamenti Plinio trasse il suo personale stile, «piuttosto neutro e anodino». Da Musonio, filosofo stoico e maestro di Epitteto, Plinio apprese gli elementi della filosofia.
A quattordici anni compose una tragedia in lingua greca e a diciassette si trovava a Miseno quando avvenne la tragica eruzione del Vesuvio che, nell'ottobre del 79, distrusse Ercolano e Pompei e costò la vita anche allo zio, che era voluto accorrere sui luoghi del disastro. Descrisse quegli avvenimenti molti anni dopo con due lettere a Tacito.
Plinio fu sposato tre volte. Vedovo ancora molto giovane della prima moglie, si risposò con la figlia della ricca proprietaria terriera dell'Italia centrale Pompeia Celerina, forse parente di Pompeo. Rimasto nuovamente vedovo verso il 97, intorno all'anno 103 sposò Calpurnia, molto più giovane di lui e nipote di Calpurnio Fabato, un influente cittadino di Como. Da nessuna delle tre mogli Plinio ebbe figli e, ciononostante, l'amico Traiano gli accordò, nel 98, lo ius trium liberorum.
A diciannove anni cominciò a esercitare l'avvocatura. Nel 93 accusò con successo di malversazioni Bebio Massa, proconsole della Betica, e dalla fine del I secolo fu protagonista di alcuni importanti processi, come quello contro Mario Prisco, governatore della provincia d'Africa, dove Plinio, insieme a Tacito, sostenne l'accusa di concussione e omicidio; fu poi accusatore nel processo contro Giulio Classico, governatore della Bitinia, imputato di concussione. Fu invece difensore di Giulio Basso, altro governatore della Bitinia, e del suo avvocato Vareno Rufo, anch'essi accusati di concussione, nonché nel processo che, sotto Traiano, riabilitò Elvidio Prisco, mandato a morte da Domiziano nel 93.

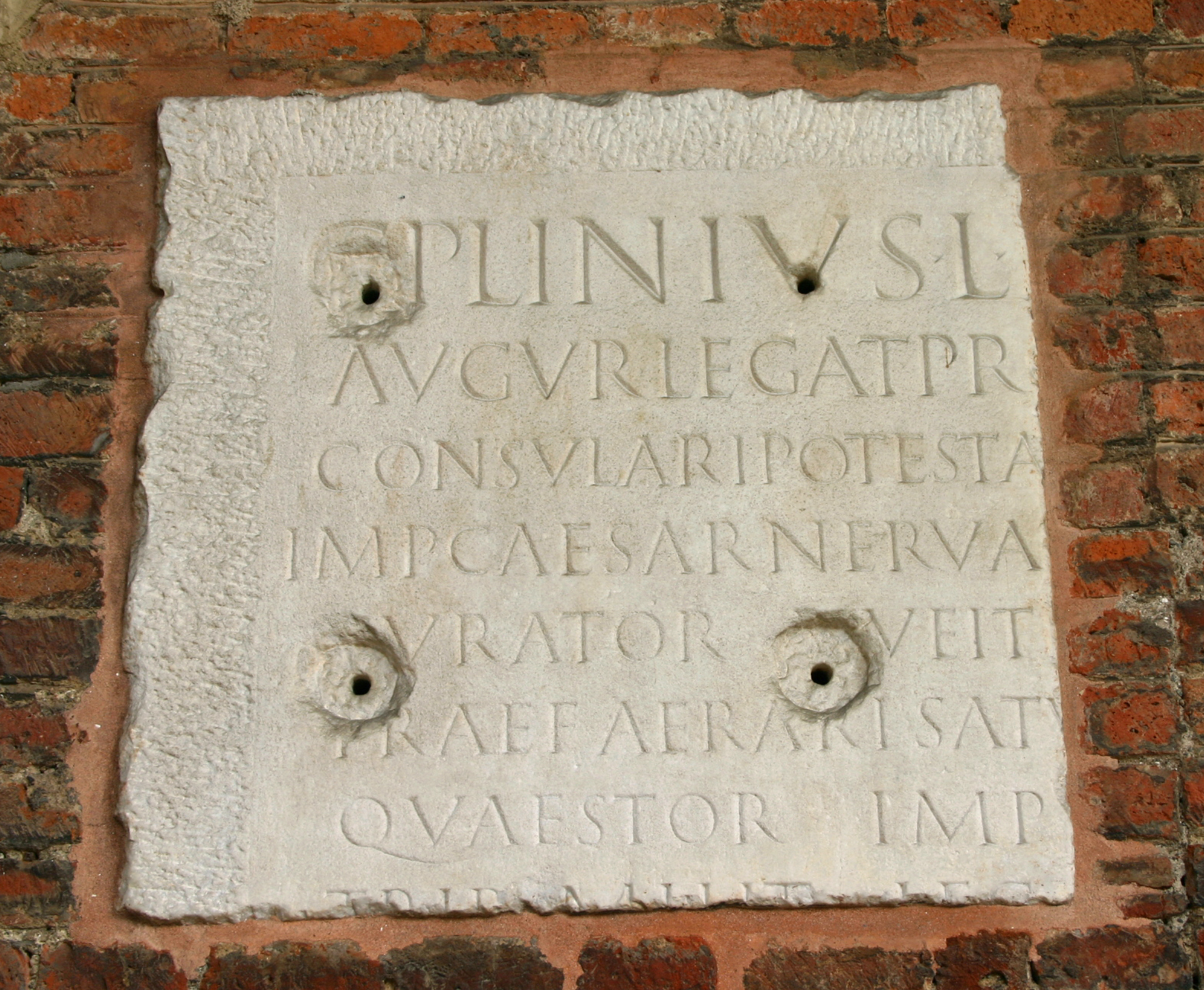
Frammento dell'epigrafe delle Terme di Como.

Il suo primo incarico pubblico fu quello di decemvir stlitibus iudicandis, ossia fu uno dei dieci presidenti del tribunale dei centumviri, che giudicavano in prima istanza cause la cui importanza le destinava al giudizio di altri tribunali. Successivamente, iniziato il 13 settembre 81 il servizio militare, fu tribuno della III Legione gallica stanziata in Siria. Qui frequentò le lezioni di due filosofi stoici dei quali divenne amico e ritrovò poi a Roma, Eufrate e Artemidoro, genero di Musonio, che egli confortò durante le persecuzioni di Domiziano.
Terminato il servizio militare, durante il quale gli furono affidati soprattutto compiti amministrativi, nel suo viaggio di ritorno a Roma fu costretto a fermarsi nell'isola di Icaria e vi compose «versi elegiaci in latino su quel mare e quell'isola». A Roma fu nominato sevir equitum romanorum. I seviri avevano l'onere di offrire al popolo i relativi giochi sevirali, ma tale carica puramente onorifica e dispendiosa era il preludio a una redditizia carriera pubblica.

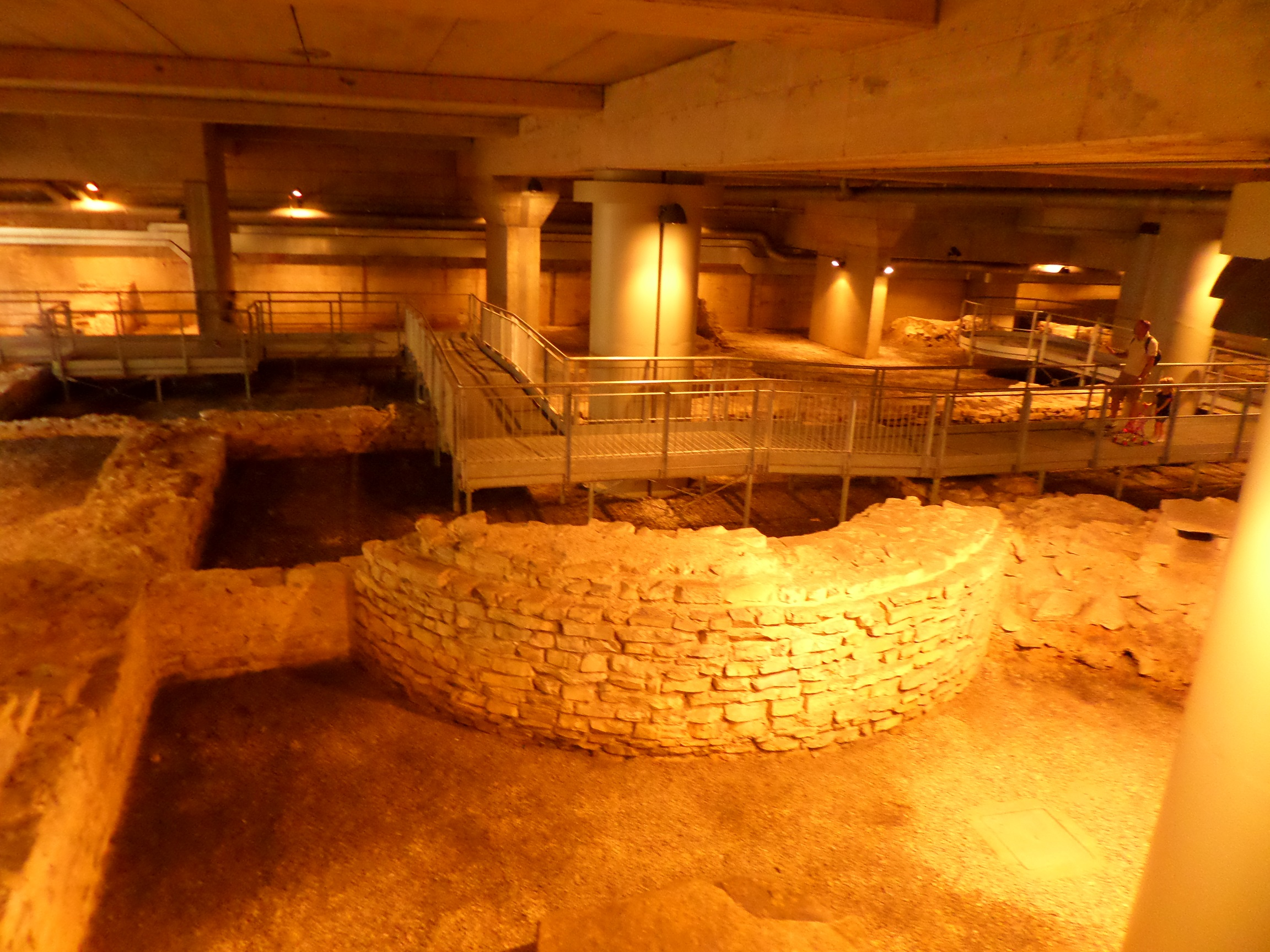
Le Terme di Como, donate alla città da Plinio il Giovane

Intorno all'89 iniziò a percorrere tutte le tappe del cursus honorum, elencate nell'epigrafe commemorativa delle Terme di Como da lui donate per testamento. Sotto Domiziano fu questore e alla fine dell'incarico entrò in Senato, poi fu tribuno della plebe e successivamente pretore e prefetto dell'erario militare. Nel 98, sotto Traiano, fu prefetto dell'erario di Saturno, ossia soprintendente del tesoro. Nel 100 divenne console suffetto per due o tre mesi, poi augure e curatore dell'alveo del Tevere e delle rive delle cloache di Roma. Chiuse la carriera con la nomina nel 111 a governatore della provincia della Bitinia e Ponto come legatus Augusti pro praetore, una carica che gli fu confermata dal Senato essendo quella una provincia senatoria.
Era ancora governatore quando morì, nel 113 o 114, probabilmente in Bitinia.

## Opere

### L'epistolario
L'opera maggiore a noi pervenuta di Plinio il Giovane sono gli Epistularum libri, una raccolta di lettere (247 dirette a 105 diversi destinatari e suddivise in nove libri, più 122 lettere del carteggio tra Plinio e Traiano, delle quali 72 sono quelle scritte da Plinio, aggiunte in seguito in un decimo libro) scritte fra il 96 e il 113. Fra gli studiosi si è a lungo discusso sull'origine e sullo scopo di queste epistole; oggi si tende a credere che la maggior parte delle lettere non siano un artificio letterario, ma che si tratti di lettere realmente spedite, frutto di un carteggio con amici e colleghi, talvolta scritte per occasioni particolari (come notizie, raccomandazioni, ecc.), altre volte per ragioni sociali (inviti, scambi di opinione, etc.), oppure per ragioni descrittive (celeberrima è la cronaca dell'eruzione del Vesuvio del 79).
L'opera è dedicata all'amico Setticio Claro:
(Ep. I, 1, 1)
Plinio afferma di aver adempiuto alle richieste dell'amico che lo esortava a raccogliere le lettere scritte paulo curatius, con maggior cura. Si tratta dunque di un epistolario letterario, scritto nel preciso intento di pubblicarlo. Le epistole non saranno raccolte cronologicamente bensì ut quaeque in manus venerat, così come mi capitano sotto mano.
Oltre ai primi nove libri, ne esiste un altro che contiene il carteggio che Plinio tenne con l'imperatore Traiano durante il governo della Bitinia. Questa raccolta fu pubblicata postuma, forse per iniziativa di qualche amico di Plinio, meno probabilmente grazie a Traiano stesso, che avrebbe voluto, con esso, proporre un manuale d'esempio di buona amministrazione. Il libro, che contiene anche le risposte dell'imperatore, è in ogni caso un documento eccezionale per la conoscenza dell'amministrazione provinciale in età imperiale. Fra queste lettere, sono particolarmente famose quelle relative ai cristiani (epistole 96 e 97, tra le prime fonti pagane sul cristianesimo), nelle quali Plinio parla in prima persona, informando l'imperatore sui suoi dubbi su come procedere nelle modalità d'inchiesta nei loro confronti. Traiano, rispondendo con un rescritto imperiale, indicherà una strada "garantista" nell'azione penale nei confronti dei cristiani, invitandolo a procedere solo in caso di denunce circostanziate (ignorando le delazioni anonime) e di prove certe (il problema posto da Plinio si riproporrà con il successore Adriano, che la soluzione sulla stessa linea di pensiero, e perfino più garantista, espressa nel rescritto imperiale a Gaio Minucio Fundano) .
Plinio non prende affatto le difese dei Cristiani, come fece lo scrittore Tertulliano, ma sostiene invece la causa dei Romani. Per lui è ovvio che l'autorità dell'Impero vada rispettata, ed è altrettanto ovvio che chi si rifiuta di farlo, come facevano i cristiani rifiutandosi di sacrificare, sia un pericoloso esempio di ribellione da punire senza alcuna pietà. Anzi, Plinio trova gli atti compiuti dai cristiani del tutto eccentrici. Scriverà infatti:
(Plinio, Lettere, X, 96)
e si augura di riuscire a riportare la popolarità della religione politeista romana come nei tempi gloriosi della Repubblica, come richiesto dall'imperatore stesso. In queste lettere si trovano testimonianze del fatto che si tenevano regolari processi, oltre alle comuni pratiche di polizia (in questo caso, contro i Cristiani). Dato che Plinio era il propretore, spettava a lui l'autorità di far eseguire queste procedure nei confronti di coloro che venivano denunciati. Plinio però ammette di non avere alcuna esperienza in merito e chiede consiglio all'imperatore, affermando di non sapere se trattare diversamente i bambini dagli adulti, di interrogare più volte coloro che confessavano e poi eventualmente mandarli a morte, e di dare la possibilità agli accusati di dimostrare di non essere cristiani, venerando le immagini degli dei e facendo sacrifici a quella dell'imperatore.
Riporta inoltre delle dichiarazioni dei cristiani in merito a quelle che i delatori indicavano come loro "colpe" (Plinio afferma che i cristiani dichiararono di incontrarsi in un giorno stabilito-la domenica- prima dell'alba, di cantare inni a Cristo, quindi di dividersi, per incontrarsi in seguito per mangiare del cibo e giurare di non commettere alcun tipo di delitto). Si nota che i cittadini romani avevano diritto ad essere giudicati a Roma, mentre gli altri venivano condannati direttamente sul posto. Plinio non è un persecutore spietato: sa infatti che i veri cristiani (che per lui sono quelli davvero pericolosi) non rinnegano la loro fede, e quindi lascia liberi coloro che, per paura, sono pronti a farlo. Nella lettera 96, Plinio sa che i templi ricominciano ad essere frequentati e i "sacra sollemnia" a riprendere vigore dopo una lunga interruzione...

### Le altre opere

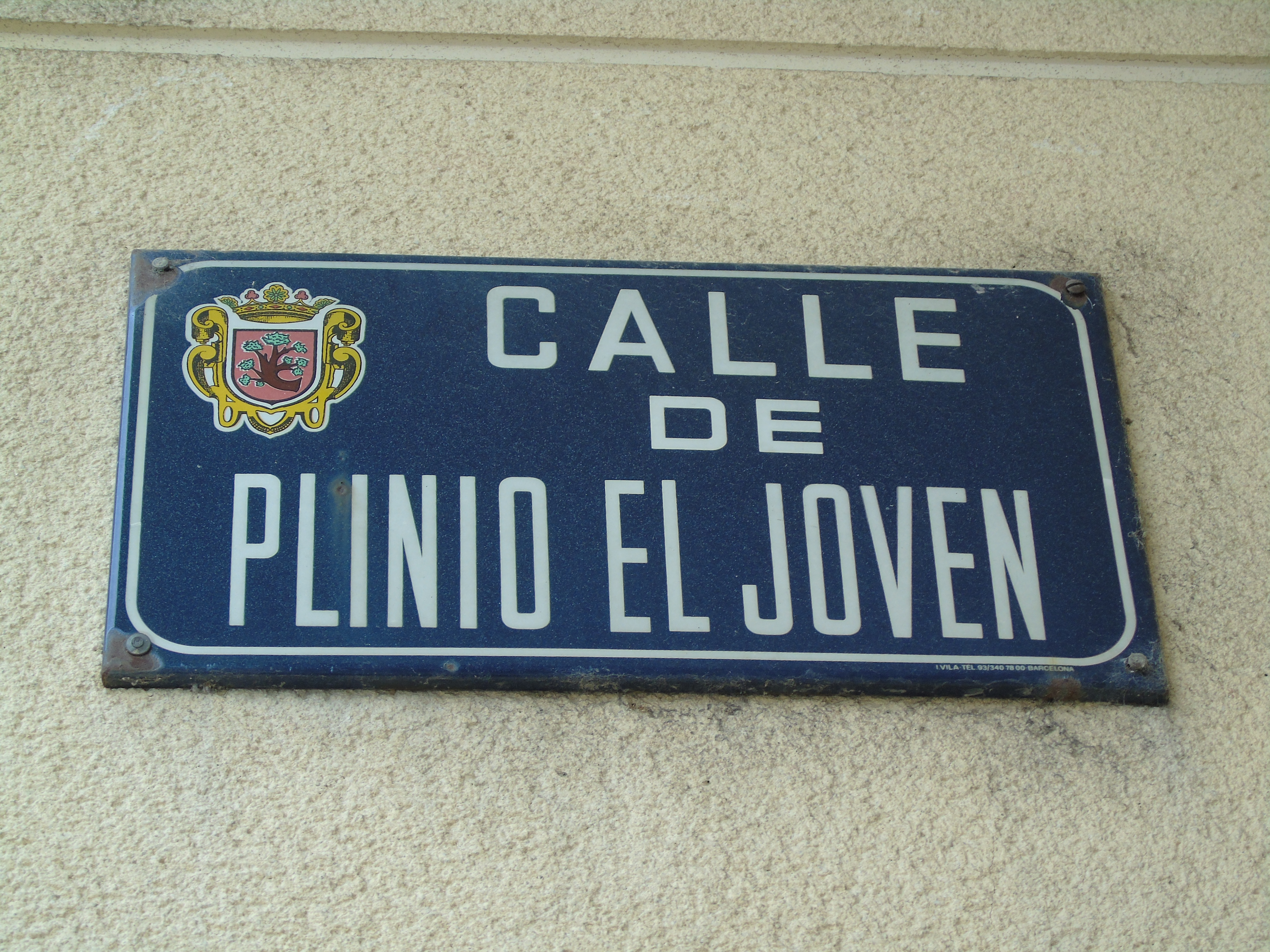
Via Plinio il Giovane in Astorga, (Spagna).

Di Plinio ci è pervenuto anche un Panegirico di Traiano, l’orazione che, originariamente, Plinio pronunciò per ringraziare Traiano quando fu eletto console nel 100. Il discorso effettivamente pronunciato fu poi riveduto, corretto e ampliato, e sopravvisse venendo collocato in apertura della raccolta dei Panegyrici latini, come modello di riferimento del genere letterario. Questa è l'unica delle orazioni pervenuteci di Plinio il Giovane: in essa, Plinio raccomanda ai futuri imperatori di seguire l'esempio di Traiano per agire in concordia con il Senato e il ceto equestre per il bene dell'impero. Traiano infatti viene da Plinio definito "optimus princeps" (poiché ad esempio reintrodusse la libertà di parola e di pensiero).
Non ci sono pervenute altre orazioni di Plinio il Giovane: sappiamo però che i suoi discorsi pronunciati in tribunale ed al Senato furono tali da essere accostati a quelli dell'amico Tacito.
Plinio fu, probabilmente, anche un poeta, ma la sua collezione di liriche non è arrivata sino a noi, ad eccezione di due frammenti pubblicati fra le epistole. Probabilmente, si trattava di poesie scritte in età giovanile.

### I codici delle opere
Del Panegirico esisteva a Magonza un codice scoperto da Giovanni Aurispa nel 1433 e poi scomparso. Da quello furono tratti i codici Upsaliensie ed Harleian 2480.
Dell'epistolario esiste il codice Laurenziano, del X secolo, conservato nella Biblioteca Medicea Laurenziana e comprendente cento lettere (I-V, 6); esisteva un codice medievale conservato nella Capitolare di Verona e scomparso verso il XVI secolo, da cui furono tratte diverse copie comprendenti i libri I-VII e IX; da un codice ignoto il tipografo Giovanni Schurener stampò a Roma nel 1474 i libri I-IX; esisteva a Parigi un codice scoperto nel 1500 da fra' Giocondo da Verona, scomparso dopo essere stato utilizzato, nel 1508, per l'edizione completa (i nove libri e le lettere a Traiano) dell'epistolario di Plinio.

## Edizioni e traduzioni complete
(Per le singole edizioni delle Lettere e del Panegirico di Traiano si rimanda a tali voci)
- (LA) Epistularum libri novem; Epistularum ad Traianum liber; Panegyricus, recognovit Henricus Keil, Lipsiae, sumptibus et typis B. G. Teubneri, 1868.
- (LA, IT) Plinio Cecilio Secondo, Opere, a cura di Francesco Trisoglio, 2 voll., Torino, Unione tipografico-editrice torinese, 1973, ISBN 88-02-01846-4.

## Le ville di Plinio

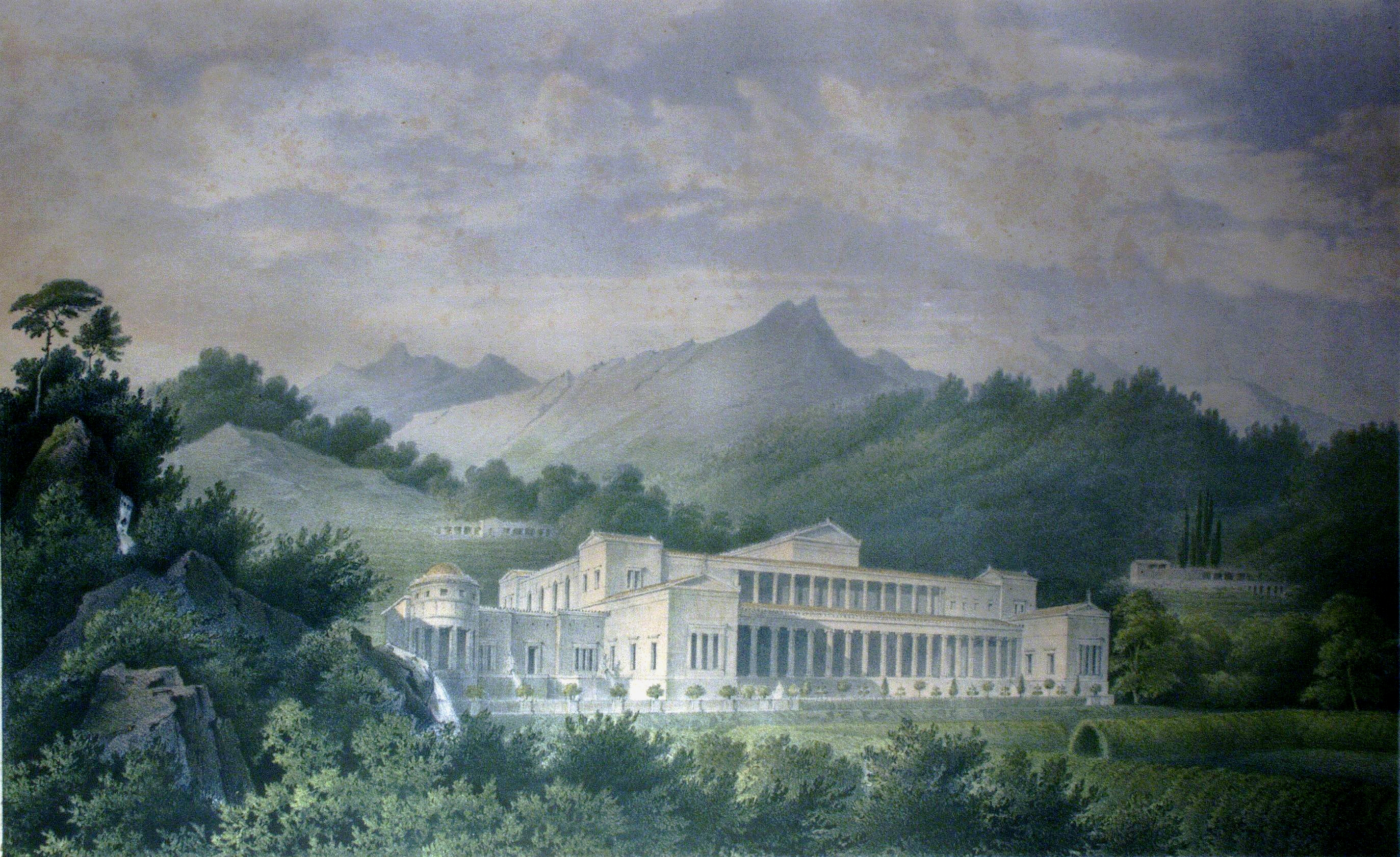
Ricostruzione della villa in Tuscis

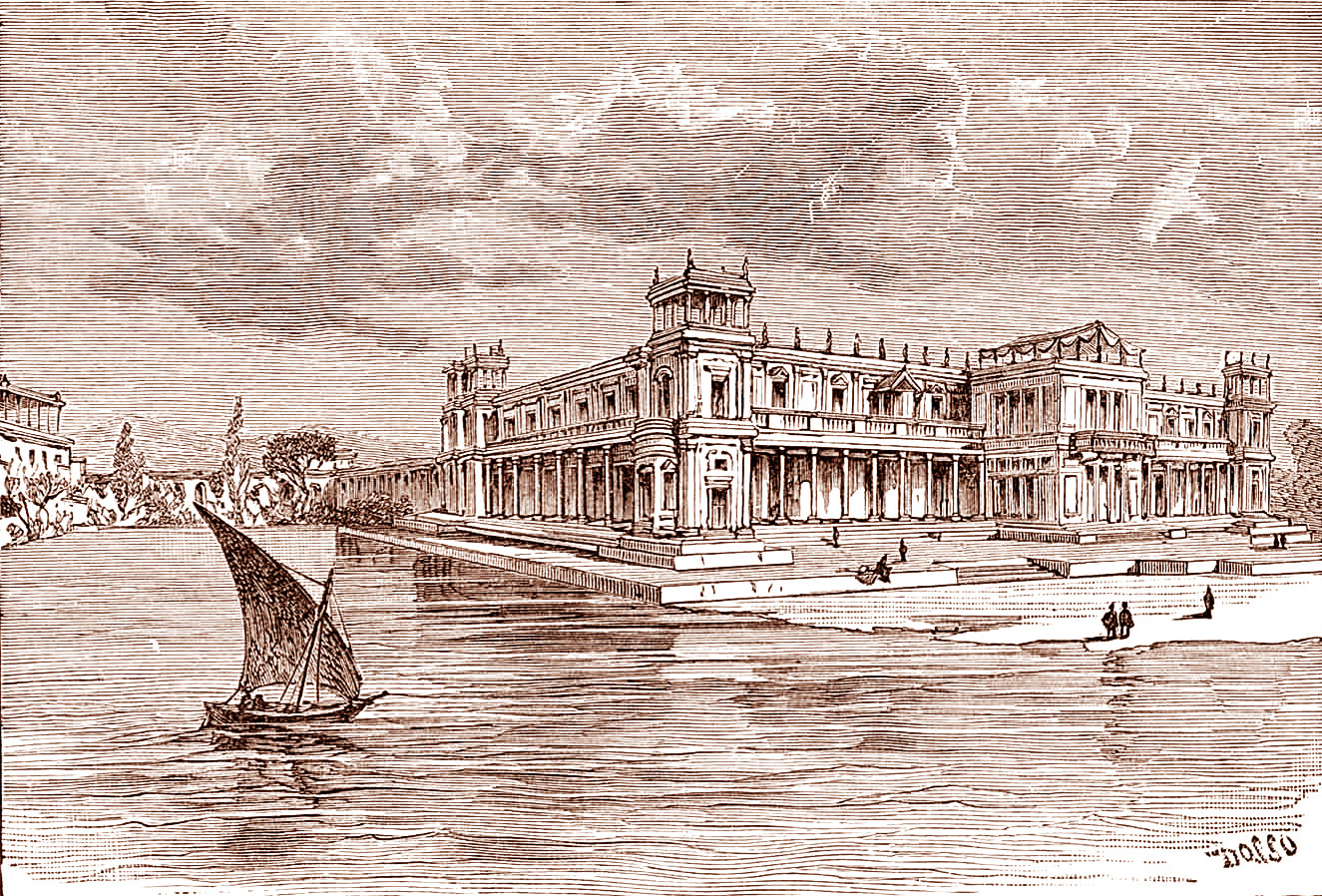
Ricostruzione della villa Laurentina

In una sua lettera (Epistularum libri, II, 17, A Gallo) Plinio elogia con affetto la sua villa Laurentina sul litorale romano, situata nei pressi dell'antica via Severiana. Nei secoli si sono succedute varie ipotesi di identificazione della villa, che si rivelò di difficile attribuzione fin a partire dai primi scavi. Nel 1713, infatti, erano in corso sia le indagini eseguite per volere del cavaliere Marcello Sacchetti, le quali portarono alla luce resti architettonici che però non corrispondevano alla descrizione di Plinio, sia quelle volute sulle proprie tenute dai Chigi, nel luogo detto La Palombara.
Per molto tempo fu accreditata l'ipotesi che la villa di Plinio fosse quella indicata a La Palombara, grazie anche al ritrovamento nel 1874 del Vicus Augustanus Laurentinum, dal quale la villa di Plinio doveva distare solo un'altra villa, e alla fama dell'archeologo Lanciani che sosteneva l'identificazione con la villa della Palombara.
Nuove prove a favore del sito si ebbero con l'apertura al pubblico della Pineta di Castel Fusano e con nuove indagini archeologiche del 1934.
Nel 1984, l'architetto Eugenia Salza Prina Ricotti mise in dubbio l'identificazione della villa di Plinio con quella della Palombara, per due dettagli nella descrizione fino ad allora trascurati. Con questi nuovi studi, l'identificazione della villa Laurentina si spostò alla Villa Magna a Grotte di Piastra, nella Tenuta di Castelporziano.
I critici identificano a Lierna, nei pressi di Varenna, una Villa di Plinio il Giovane ("...una di quelle due ville"), precisamente nella frazione del borgo di Villa, che prende il nome dal ritrovamento dei resti di una villa dell'Antica Roma che era “la Villa Commedia” di Plinio il Giovane, detta la seconda Villa Pliniana, oggi andata distrutta.
In un'epistola (V, 6) a Lucio Domizio Apollinare, egli descrive l'ambiente circostante un'altra villa che possedeva in Tuscis (Valtiberina), individuata nell'area di Colle Plinio nel comune di San Giustino (all'epoca della realizzazione, quel territorio faceva parte del municipio romano di Città di Castello), che Plinio dichiara essere la sua villa preferita.
La Soprintendenza ha avviato scavi nel 1975 e, negli anni, con la collaborazione dell'Università degli Studi di Perugia e dell'Università di Alicante, sono venuti alla luce numerosi elementi (impianto termale, porticati, cantine) a dimostrazione delle notevoli dimensioni della villa.